# Annabella (schimmelgeslacht)
Annabella is een monotypisch geslacht van schimmels behorend tot de familie Cordieritidaceae. Het bevat alleen Annabella australiensis.